# Mesoheros festae
Mesoheros festae es una especie de peces de la familia Cichlidae en el orden de los Perciformes.

## Morfología
Los machos pueden llegar alcanzar los 25 cm de longitud total.

## Distribución geográfica
Se encuentra desde el río Esmeraldas (Ecuador) hasta el río Tumbes (Perú ).